# Papercut
"Papercut" é uma canção da banda norte-americana de rock Linkin Park, gravada para o seu álbum de estreia, Hybrid Theory (2000). Foi escrita por todos os membros do grupo e produzida por Don Gilmore, com a sua gravação ocorrendo no ano 2000 nos estúdios NRG Recording, localizados em North Hollywood, Califórnia. A faixa foi lançada como o terceiro single de Hybrid Theory inicialmente de forma exclusiva em território europeu em 18 de junho de 2001, através da gravadora Warner Bros. Posteriormente, foi enviada para as rádios alternative rock dos Estados Unidos no mês de janeiro de 2002, se estabelecendo como o quarto single do disco neste país.
Musicalmente, "Papercut" é uma canção dos gêneros nu metal e rap metal cuja letra gira em torno de um indivíduo que se encontra em um estado de paranoia. A banda e Gilmore tinham como o objetivo retratar diversos tipos de elementos musicais reconhecíveis na faixa, entre eles o jungle e o hip hop. Em diferentes oportunidades, a obra foi considerada como uma das canções favoritas da maioria dos membros do grupo, que destacaram a sua integração coesiva de suas influências musicais. Ian Hornbeck realizou as linhas de baixo da faixa, substituindo o baixista recorrente Dave "Phoenix" Farrell, que estava comprometido com outra banda na época.
"Papercut" recebeu avaliações geralmente positivas através da crítica, que elogiou a integração dos vocais de Chester Bennington e Mike Shinoda, bem como seus elementos musicais. Comercialmente, listou-se entre as cinquenta primeiras posições em diversos países da Europa, incluindo o Reino Unido, onde atingiu o topo da UK Rock & Metal Chart por quatro semanas não consecutivas e a 14.ª posição na UK Singles Chart, recebendo uma certificação de platina pela British Phonographic Industry (BPI). Nos Estados Unidos, a canção alcançou a 32.ª posição na Alternative Airplay, obtendo um disco de ouro pela Recording Industry Association of America (RIAA).
O videoclipe da faixa, dirigido por Joe Hahn e Nathan "Karma" Cox, foi filmado em abril de 2001 em Los Angeles, Califórnia, e lançado na MTV em junho, exclusivamente no Reino Unido. Um remix, intitulado "Ppr:Kut", realizado pelo DJ Cheapshot e Jubacca com as participações de Rasco e Planet Asia, foi lançado no primeiro álbum de remixes da banda, Reanimation (2002). Já em uma colaboração entre a banda e o rapper Jay-Z, a obra foi regravada num mashup com a canção "Big Pimpin'", lançado no EP Collision Course (2004). Também figurou na trilha sonora do filme The One (2001) e em um conteúdo para download (DLC) do jogo eletrônico Beat Saber (2019).

## Desenvolvimento e composição
A gravação de "Papercut", assim como grande parte do primeiro álbum de estúdio de Linkin Park, Hybrid Theory (2000), decorreu no ano 2000, no estúdio de gravações NRG Recording em North Hollywood, Califórnia. A produção, tanto do disco quanto da canção, foi conduzida pelo produtor musical Don Gilmore, enquanto que Andy Wallace esteve sob responsabilidade de sua mixagem. As linhas de baixo da faixa foram realizadas por Ian Hornbeck, que substituiu o baixista recorrente da banda, Dave "Phoenix" Farrell, que estava comprometido com o grupo Tasty Snax na época. Segundo o rapper  e multi-instrumentista Mike Shinoda, "Papercut" foi uma canção que se formou de forma relativamente rápida, em comparação com outras faixas de Hybrid Theory, que tiveram que ser reescritas várias vezes. Ainda segundo Shinoda, eles queriam retratar diversos elementos musicais reconhecíveis na obra, como os gêneros jungle e hip hop: "A intenção [do Linkin Park] sempre foi mostrar às pessoas o que gostávamos de ouvir. [...] Em um determinado período, geralmente é um reflexo de onde estamos no momento. Claro, nós tentamos respeitar qualquer gênero que estejamos tocando. O som final de nossas faixas não é uma coisa de 'superfície', é definitivamente mais analítico". Ele ainda afirmou que a banda também se inspirou no gênero drum and bass para desenvolver a canção.
"Papercut" é a faixa de abertura de Hybrid Theory, onde antecede o single de estreia da banda, "One Step Closer". Detendo uma duração de três minutos e cinco segundos (3:05) durante sua reprodução, é uma canção dos gêneros nu metal e rap metal, contendo diversos elementos reconhecíveis, entre eles o rap rock, hip hop, techno e punk metal. Shinoda comentou que o grupo se inspirou bastante no estilo musical dos rappers Jay-Z e Timbaland na criação da faixa. Ela intercala entre as linhas de rap de Shinoda e os vocais do vocalista Chester Bennington, além dos riffs de guitarra de Brad Delson, samplers do DJ Joe Hahn e bateria de Rob Bourdon. De acordo com a partitura musical publicada pela Universal Music Publishing Group, "Papercut" foi escrita no tom de ré menor, com um ritmo mínimo de 75 batidas por minuto. Seu conteúdo lírico gira em torno de um indivíduo que se encontra em um estado de paranoia, bem como em volta da ansiedade e o estado obscuro que se esconde dentro do interior desta pessoa. A Spin comentou que as letras da canção podem fazer jus a um "um rosto interior" que opera "independentemente do que [está] na sua cabeça", comparando-as a um "seminário de Carl Jung apresentado sob condições de que um adolescente pudesse entender".
Shinoda comentou que a decisão de colocar "Papercut" como a faixa de abertura de Hybrid Theory veio porque ela funcionava como "um cartão de visita" para a musicalidade do Linkin Park e que "[resumia] o que nossa banda era", classificando-a entre suas faixas preferidas do grupo. Bennington reiterou isso, descrevendo a canção como a "identidade da banda" e sua faixa favorita da discografia do Linkin Park — ao lado de "Breaking the Habit". Ele continuou dizendo: "No início, meu objetivo era trazer o máximo de melodia que pudesse para a música. A banda era muito, muito boa em fazer hip hop, e muito boa em escrever rock, mas não havia muita melodia [antes] de eu entrar. [...] Quando chegamos a essa música, o refrão era tão legal e as palavras por trás dela eram tão legais, que eu não precisei fazer muito melodicamente até que a tocássemos no final. Isso foi muito divertido; eu senti que essa canção realmente capturou a vibe da banda." Já Delson, ao ser perguntado sobre sua canção favorita de Hybrid Theory, respondeu: "'Papercut' é a minha favorita agora porque eu acho que ela integra melhor todas as nossas influências em uma música e faz isso de uma forma que seja de bom gosto e coesa".

## Recepção da crítica
"Papercut" recebeu avaliações, em sua maioria, positivas através da crítica. Em uma revisão do álbum Hybrid Theory, a IGN elogiou a interação dos vocais de Bennington e Shinoda, escrevendo: "Esta faixa é uma demonstração perfeita do estilo musical único da banda, apresentando uma mistura equilibrada dos vocais de Chester Bennington e as habilidades de MC de Mike Shinoda". Cyd Jaymes, da Dotmusic, reiterou esta opinião, dizendo que a obra "encontra todos os elementos usuais no lugar [...] riffs de rock afiados e carnudos, batidas fortes e robustas, o rap áspero de Mike Shinoda e os vocais estilo Eddie Vedder de Chester Bennington". O jornalista musical Robert Christgau, do The Village Voice, citou "Papercut" como uma das faixas destaques de Hybrid Theory, enquanto que o revisor Bradley Torreano, do AllMusic, descreveu a canção como um "hino selvagem e perspicaz de autopiedade", embora tenha criticado o conteúdo presente em seu CD single.
Classificando-a entre as melhores canções da banda, Sam Law, da Kerrang!, elogiou a quantidade de gêneros diversificados na faixa, opinando que ela é "sobrecarregada de influência; com sentimento; com a ambição de vencer o mundo: a declaração de abertura do atacante de uma equipe pronta para conquistar o mundo desde o primeiro dia" — fazendo referência a Hybrid Theory. Christian Holub, da Entertainment Weekly, escreveu: "A faixa principal do álbum de estreia do Linkin Park, Hybrid Theory, certamente dá um pontapé inicial explosivo", considerando-a também como uma das melhores canções do grupo. Ollie Dean, da Classic Rock History, comentou que a banda conseguiu "capturar perfeitamente" a essência dos fenômenos dolorosos da "paranoia, ansiedade e escuridão" na faixa. Em uma avaliação mais negativa, Matt Diehl, da Rolling Stone, opinou que "Bennington e Shinoda muitas vezes escorregam em letras cafonas e agressivas", citando a linha "[To have a] voice in the back of my head".
Em 2021, a revista Metal Hammer classificou "Papercut" na 14.ª posição em sua lista das 100 Melhores Canções de Metal do Século XXI.

## Lançamento e outros usos
"Papercut" ficou disponível pela primeira vez em 24 de outubro de 2000, na época do lançamento de Hybrid Theory. A canção foi lançada como o terceiro single de divulgação do álbum em 18 de junho de 2001, através da gravadora Warner Bros., somente na Europa. Segundo Shinoda, a decisão de disponibilizar "Papercut" inicialmente apenas em território europeu se deu porque "Crawling" — o segundo single do disco — "ainda estava forte nas rádios dos Estados Unidos", e já que o "mercado de rádio da Europa se move mais rápido", o continente "já havia afogueado dois singles e precisava de um terceiro". Ele continuou dizendo: "[A gravadora] basicamente queria um tempo limite para que o mercado europeu tivesse um terceiro single, e então pudéssemos ir para o mundo todo com 'In the End'" — o quarto single de Hybrid Theory na Europa. Um lançamento em território internacional da faixa aconteceu em 25 de setembro de 2001. Apesar de algumas fontes citarem que "Papercut" nunca havia sido disponibilizada nos Estados Unidos, a canção, no entanto, teve um lançamento sutil neste país, sendo enviada para as rádios alternative rock no mês de janeiro de 2002, e se estabelecendo como o quarto single de Hybrid Theory nesta região.

### Outras versões e uso na mídia
Um remix de "Papercut", sob o título "Ppr:Kut", foi lançado no primeiro álbum de remixes da banda, Reanimation (2002). A faixa foi regravada pelo DJ Cheapshot e Vin Scully (creditado como Jubacca), ambos do Styles of Beyond, contando também com as participações de Rasco e Planet Asia. O retrabalho possui um estilo musical mais orientado para o hip hop. Anos mais tarde, "Papercut" esteve presente num mashup com a canção "Big Pimpin'" do rapper Jay-Z, intitulado "Big Pimpin'/Papercut"; ele figurou no alinhamento de faixas do EP de colaboração entre os dois artistas, Collision Course (2004). No ano seguinte, um outro mashup da canção, desta vez com a faixa "Like A Pimp" de David Banner, foi criado pelo DJ Vlad e Roc Raida para o mixtape Rock Phenomenon (2005), apresentado por Shinoda. Elementos de "Papercut" foram usados na faixa "Sold My Soul to Yo Mama", que aparece nos EPs Linkin Park Underground 4.0 (2004) e Songs from the Underground (2008).
"Papercut" figurou na trilha sonora do filme The One (2001), dirigido por James Wong e protagonizado por Jet Li. Em agosto de 2020, a canção integrou em um conteúdo para download (DLC) do jogo eletrônico Beat Saber (2019).

## Videoclipe

Uma cena do videoclipe de "Papercut" mostrando a banda se apresentando no meio de uma sala de uma casa luxuosa

O videoclipe acompanhante de "Papercut" foi co-dirigido pelo DJ Joe Hahn e por Nathan "Karma" Cox. As filmagens da produção ocorreram em 25 de abril de 2001 em Los Angeles, Califórnia. O grupo trabalhou com a companhia Anonymous Content, com Matt Caltabiano servindo como produtor. O clipe retrata a banda performando em uma sala de uma casa luxuosa. Enquanto Bourdon, Delson e Farrell estão sentados relaxando, Bennington, Hahn e Shinoda encontram-se em constante movimento. Apesar da faixa conter guitarras, tanto Delson quanto Farrell tocam violão no vídeo. Os cenários adjacentes das laterais da sala são notavelmente mal-assombrados, e Bourdon começa a perceber que algo não está certo no local. Uma foto de um bebê na parede (pintada por Shinoda no dia anterior às filmagens do clipe) começa a crescer; libélulas provenientes dos quartos assombrados tentam adentrar no local; o rosto de Bourdon fica deformado e os dedos de Shinoda começam a se esticar. Além disso, um ser amarrado em uma cozinha escura aparece se contorcendo, enquanto que uma estranha figura azul passa pela banda em um ponto do vídeo. Segundo Hahn, o conceito por trás do clipe veio através de "uma mistura de dois caras jogando ideias por aí", e disse que ele era para ser muito mais sombrio, mas a gravadora queria algo diferente, diluindo a ideia original. Apesar de uma antiga citação da Wikipédia anglófona alegar que os diretores haviam se inspirado no filme Jacob's Ladder (1990) para a criação do vídeo, Hahn negou tal informação.
O videoclipe de "Papercut" estreou na MTV no início de junho de 2001, exclusivamente no Reino Unido. Em retrospecto, Shinoda opinou que o clipe "não envelheceu bem", chamando os seus efeitos visuais de "patetas", e declarando que eles não sabiam o que estavam fazendo na época. Ele continuou comentando: "Lembro-me de Chester aparecendo [...] com uma roupa completamente em xadrez, e pensei: 'Essa é uma escolha muito estranha' (risos). Era um tipo de situação na qual você precisava escolher pelo que estava lutando, já que na época as apostas eram altas [...] havia pequenos desentendimentos sobre as coisas o tempo todo, então eu não estava prestes a entrar em uma conversa com ele sobre a roupa quando estávamos apenas tentando gravar um ótimo vídeo." Hahn declarou que o videoclipe da faixa também não é um dos seus favoritos. No YouTube, o vídeo de "Papercut", lançado em 5 de março de 2007 originalmente no formato 360p, foi remasterizado para qualidade HD em outubro de 2020, após o lançamento da edição especial de 20.º aniversário de Hybrid Theory. Até março de 2024, o videoclipe da canção tinha mais de 274 milhões de visualizações no YouTube.

## Apresentações ao vivo
"Papercut" foi incluída nas apresentações do Linkin Park desde antes do lançamento de Hybrid Theory, incluindo no repertório da turnê An Education In Rebellion, na qual abriram para o grupo Union Underground. De setembro a dezembro de 2000, o grupo continuou a participar como banda de abertura nas turnês de Kottonmouth Kings, P.O.D e Papa Roach, onde "Papercut" continuou como parte do conjunto de músicas. Em janeiro de 2001, eles tocaram na Evening Session da BBC Radio 1; esta versão apareceu no CD single de "Crawling". Durante o primeiro semestre de 2001, o Linkin Park tocou "Papercut" na Street Soldiers Tour, Back To School, onde abriram para o Deftones, e na US-to-Europe Tour; todas essas turnês serviram como forma de divulgação de seu álbum de estreia. Em junho, a banda tocou "Papercut" durante o festival Ozzfest, bem como na Family Values Tour. A banda também a incluiu no repertório de músicas da primeira edição do Projekt Revolution, última turnê de divulgação de Hybrid Theory, que aconteceu em janeiro e fevereiro de 2002.
A música esteve presente em diversas turnês de divulgação do álbum Meteora. Quatro meses após o lançamento do álbum, o Linkin Park embarcou na Summer Sanitarium Tour da banda Metallica. Durante a turnê eles se apresentaram no Reliant Stadium Stadium e Texas Stadium, onde gravaram seu primeiro álbum ao vivo, Live in Texas (2003), com "Papercut" fazendo parte da setlist. A canção também esteve presente no período de turnês de divulgação de Minutes to Midnight (2007). No outono de 2007, durante a segunda noite na Rod Laver Arena em Melbourne, Austrália, Bennington fraturou o pulso no início da música ao pular do topo do palco. Apesar do incidente, o vocalista continuou com o show. No ano seguinte, em entrevista à revista Revolver, o cantor explicou: "Eu sabia que estava doendo e que estava quebrado, mas era algo que precisava da minha atenção imediatamente? Essa é a única coisa que me impediria de fazer um show, se fosse algo que eu não poderia deixar pra depois. Eu estava [com o pulso] quebrado e sabia que continuaria quebrado daqui a uma hora. Isso não iria me matar, eu conseguia cantar e me concentrar, e era tolerável".
No dia 29 de junho de 2008, a banda se apresentou no National Bowl, localizado em Milton Keynes, Inglaterra; "Papercut" fez parte do repertório de canções e o Linkin Park incluiu a performance como faixa bônus do álbum ao vivo Road to Revolution: Live at Milton Keynes (2008). Em 2014, eles a apresentaram, junto com todas as músicas de Hybrid Theory, no Download Festival. "Papercut" também fez parte do setlist de diversas turnês de divulgação dos álbuns A Thousand Suns (2010), Living Things (2012), The Hunting Party (2014) e One More Light (2017). A última apresentação ao vivo de "Papercut" com os vocais de Bennington ocorreu em 6 de julho de 2017 na Barclaycard Arena em Birmingham, Inglaterra, antes de sua morte no dia 20 daquele mesmo mês. Em outubro de 2017, durante o concerto em homenagem a Bennington, a banda tocou a faixa ao lado do músico Machine Gun Kelly.

## Faixas e formatos
O lançamento em território europeu de "Papercut" em junho de 2001, ocorreu através de um CD single. O formato apresenta uma versão de estúdio e ao vivo da faixa, além de seu videoclipe como conteúdo promocional, e uma edição ao vivo da canção "Points of Authority", datada de 11 de janeiro de 2001 na BBC Radio 1. O CD single também foi disponibilizado em outros territórios mundo afora, com exceção dos Estados Unidos, em setembro de 2001. Um formato em fita cassete foi lançado exclusivamente no Reino Unido em junho de 2001, apresentando quase o mesmo alinhamento de faixas do CD single, mas excluindo o videoclipe e a versão ao vivo de "Papercut". Todas as canções a seguir foram escritas e compostas por Bennington, Bourdon, Delson, Hahn e Shinoda.
| CD single |                                                |         |  |
| N.º       | Título                                         | Duração |  |
| 1.        | "Papercut"                                     | 3:05    |  |
| 2.        | "Points of Authority" (ao vivo na BBC Radio 1) | 3:25    |  |
| 3.        | "Papercut" (ao vivo)                           | 3:12    |  |
| 4.        | "Papercut" (videoclipe)                        |         |  |

| Cassette single |                                                |         |  |
| N.º             | Título                                         | Duração |  |
| 1.              | "Papercut"                                     | 3:05    |  |
| 2.              | "Points of Authority" (ao vivo na BBC Radio 1) | 3:25    |  |

## Desempenho comercial
O lançamento originalmente em território europeu de "Papercut" fez com que a faixa tivesse um bom desempenho comercial neste continente. Na UK Singles Chart, do Reino Unido, a canção atingiu a posição de número 14 — um número acima de seus dois singles antecessores — e permaneceu por sete semanas no gráfico. Também neste território, a faixa alcançou o topo da UK Rock & Metal Chart durante quatro semanas não consecutivas. A primeira entrada da canção na primeira posição desta parada ocorreu na semana de 24 de junho de 2001, enquanto que os outros três alcances ao cume aconteceram consecutivamente entre as semanas de 15 e 29 de julho de 2001. Em agosto de 2024, a British Phonographic Industry (BPI) certificou-a com um disco de platina pelas vendas de mais de 600 mil unidades no Reino Unido. Na principal parada de singles da Escócia, "Papercut" figurou na 10.ª colocação na semana de 24 de junho de 2001, enquanto que na Irlanda atingiu o 27.º lugar. A obra também listou-se entre as cinquenta primeiras posições nas tabelas musicais da Polônia (32.ª), Países Baixos (39.ª), Áustria (43.ª) e Alemanha (49.ª). Por conta do lançamento limitado da faixa nos Estados Unidos, "Papercut" não figurou na Billboard Hot 100, mas integrou na Alternative Airplay, onde atingiu a 32.ª posição na semana de 30 de março de 2002, e permaneceu na parada por 18 semanas. Após a morte de Bennington em 2017, "Papercut", assim como outras faixas da discografia da banda, adentrou na Hot Rock & Alternative Songs na semana de 12 de agosto de 2017, posicionando-se na 18.ª posição. Em 15 de agosto do mesmo ano, obteve uma certificação de ouro através da Recording Industry Association of America (RIAA) por vender mais de 500 mil unidades nos Estados Unidos.

## Desempenho nas tabelas musicais
| Tabela musical (2001–2002)                    | Melhor posição |
| --------------------------------------------- | -------------- |
| Alemanha (Official German Charts)             | 49             |
| Austrália (ARIA)                              | 87             |
| Áustria (Ö3 Austria Top 40)                   | 43             |
| Escócia (SSC – Official Charts Company)       | 10             |
| Estados Unidos (Alternative Airplay)          | 32             |
| Europa (Eurochart Hot 100)                    | 58             |
| Irlanda (IRMA)                                | 27             |
| Países Baixos (Single Top 100)                | 39             |
| Polônia (LP3)                                 | 32             |
| Reino Unido (UK Rock & Metal Chart)           | 1              |
| Reino Unido (UK Singles Chart)                | 14             |
| Suíça (Schweizer Hitparade)                   | 80             |
| Tabela musical (2017)                         | Melhor posição |
| Chéquia (Singles Digitál Top 100)             | 100            |
| Estados Unidos (Hot Rock & Alternative Songs) | 18             |

## Certificações
| Alemanha (BVMI)                                                                   | Ouro    | 300 000‡ |
| Estados Unidos (RIAA)                                                             | Ouro    | 500 000‡ |
| Itália (FIMI)                                                                     | Ouro    | 50 000‡  |
| Reino Unido (BPI)                                                                 | Platina | 600 000‡ |
| ‡ Número de vendas + streaming definido com base apenas no nível de certificação. |         |          |

## Créditos e pessoal
Créditos adaptados através do livreto de Hybrid Theory.
Linkin Park
- Chester Bennington – vocais
- Mike Shinoda – vocais, samplers
- Brad Delson – guitarra
- Joe Hahn – toca-discos, samplers
- Rob Bourdon – bateria

Músicos adicionais
- Ian Hornbeck – baixo

Produção
- Don Gilmore – produção, engenharia
- Jeff Blue – produção executiva
- Andy Wallace – mixagem
- Steve Sisco – assistente de mixagem
- Matt Griffin – assistente de engenharia
- Brian "Big Bass" Gardner – masterização de áudio, editor digital
- John Ewing Jr. – engenharia
- Mike Shinoda – engenharia
- Rob McDermott – organização e gestão pela Andy Gould Management